# Bantiella hyalina
Bantiella hyalina är en bönsyrseart som beskrevs av Max Beier 1942. Bantiella hyalina ingår i släktet Bantiella och familjen Thespidae. Inga underarter finns listade i Catalogue of Life.